# Funan
För andra betydelser, se Funan (olika betydelser).

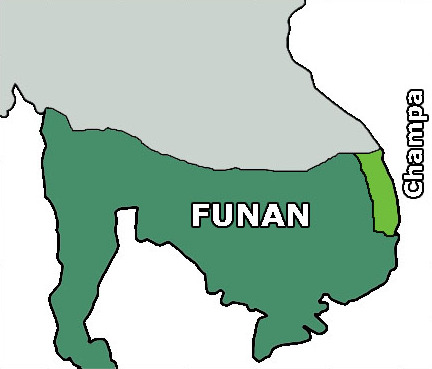
Funan under sin största utbredning.

Funan (kinesiska: 扶南; pinyin: Fúnán; khmer: ហ្វូណន – Fonon; vietnamesiska: Phù Nam) eller Nokor Phnom (khmer: នគរភ្នំ) var ett rike som existerade från 100-talet till 600-talet i Sydostasien. Rikets centrum var Mekongdeltat och under sin största utbredning inkluderades delar av moderna Kambodja, södra Vietnam, Laos, Thailand, Myanmar och norra Malaysia. Hamnstaden Oc Eo i Funan (idag i södra Vietnam vid gränsen mot Kambodja) kom att bli en knutpunkt för handeln mellan Kina och västra Asien och ända bort till Romarriket. Staden hade ett strategiskt läge eftersom handelsmän ofta valde att korsa Malackahalvön hellre än att segla igenom Malackasundet. På grund av vindarna blev skeppen både från Kina och Indien stående i Oc Eo i upp till fem månader. Det bördiga området vid Mekongdeltat gjorde det möjligt att försörja en stor befolkning med mat.
Handeln med silke kom att ha en viktig roll för Funan. En orsak till att Funan försvagades kan ha varit att den kinesiska handeln i större utsträckning gick via de sydostasiatiska öarna. År 357 blev riket en vasall till Kina och eventuellt så uppgick Funan senare i dess nordliga granne Chenla. Funans huvudstad Vyadhapura som låg i provinsen Prey Veng kom att vara regionens största och viktigaste stad tills Angkor byggdes.